# Brodeslavy
Brodeslavy település Csehországban, a Észak-plzeňi járásban. Brodeslavy Kožlany, Bohy, Černíkovice és Všehrdy településekkel határos. Lakosainak száma 73 fő (2024. január 1.).

## Népesség
A település lakosságának változását az alábbi diagram mutatja:
| Lakosok száma | 129  | 130  | 163  | 132  | 74   | 78   | 68   | 67   | 69   | 73   |
|               | 1869 | 1890 | 1921 | 1950 | 1980 | 2001 | 2017 | 2019 | 2022 | 2024 |